# ايمانويل سكوت
ايمانويل سكوت (بالإنجليزية: Emanuel Scott)‏ (6 يوليو 1834 - 3 ديسمبر 1898) هو لاعب كريكت بريطاني (وحمل سابقاً جنسية المملكة المتحدة لبريطانيا العظمى وأيرلندا).